# DC Comics
DC Comics, Inc. je americké komiksové vydavatelství, spadající pod společnost DC Entertainment, kterou vlastní společnost Warner Bros.
Společnost byla založena roku 1934 jako National Allied Publications. Název DC pochází z jejich populární komiksové série Detective Comics, která je vydávána již od roku 1937.
Nejznámějšími postavami jejich komiksových příběhů jsou Superman, Batman, Wonder Woman, Green Lantern, Flash, Aquaman, Hawkman, Hawkgirl, Green Arrow, Black Canary a Martian Manhunter, známé jsou i týmy Justice League a Teen Titans.

## Historie

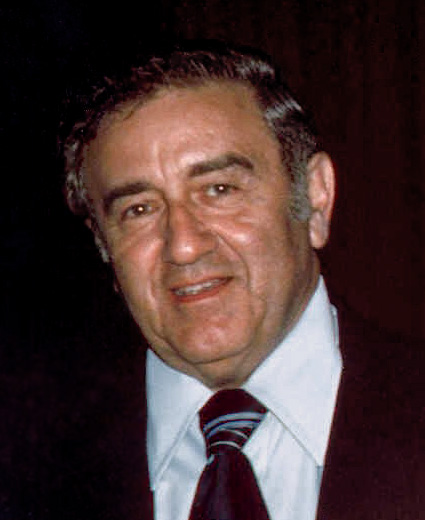
Autor Jerry Siegel v roce 1976.

### National Allied Publications (1934-1938)
Počátek DC Comics je v únoru 1934, kdy Malcolm Wheeler-Nicholson začal vydávat New Fun: The Big Comic Magazine #1. Prvním pravým komiksovým sešitem vydavatelství byl New Comics #1, vydávaný od prosince 1935. Tato série byla roku 1937 přejmenována na New Adventure Comics a roku 1938 na Adventure Comics. V březnu 1937 začala vycházet série nazvaná Detective Comics, ve které se v květnu 1939 poprvé objevil Batman (Detective Comics #27). Tato série se zaměřovala na detektivní a krimi tematiku, například se v ní objevily postavy Slam Bradley nebo Speed Saunders. V červnu 1938 byla také nově vydávána série Action Comics, ve které byl představen Superman, kterého vytvořili Jerry Siegel a Joe Shuster. V téže době dochází k přejmenování vydavatelství na Detective Comics, Inc.

### Detective Comics

#### 1939 - 1949
21. října 1941 – William Moulton Marston a H. G. Peter první ženský superhrdinový komiks All Star Comics včetně Wonder Woman v čísle č. 8 (prosinec 1941), komiks uvádějící Sensation Comics s Wonder Woman v hlavní roli v roce 1942 a komiks uvádějící Wonder Woman v roce 1942.
Detective Comics se nejprve stal součástí National Periodical Publications. Ve své rané éře často soudně bojoval proti plagiátorství, zejména v postavě Supermana (např. postava Wonder Man od Fox Comics). Soudní pře se vedla i o postavu Captain Marvel od Fawcett Comics. Soud probíhal v 50. letech 20. století, v době velkého útlumu zájmu o superhrdinské komiksy. Fawcett ustoupil a přestal vydávat tento komiks již roku 1955. DC později odkoupila práva na postavu Captain Marvel a začali ho v 70. letech vydávat v sešitu Shazam!. Během tohoto poválečného útlumu se DC, stejně jako ostatní komiksová vydavatelství, soustředil na vydávání sci-fi, westernových, romantických a zábavných komiksů a příběhů. Avšak Action Comics, Detective Comics, All Star Comics a Sensation Comics byly vydávány stále. 

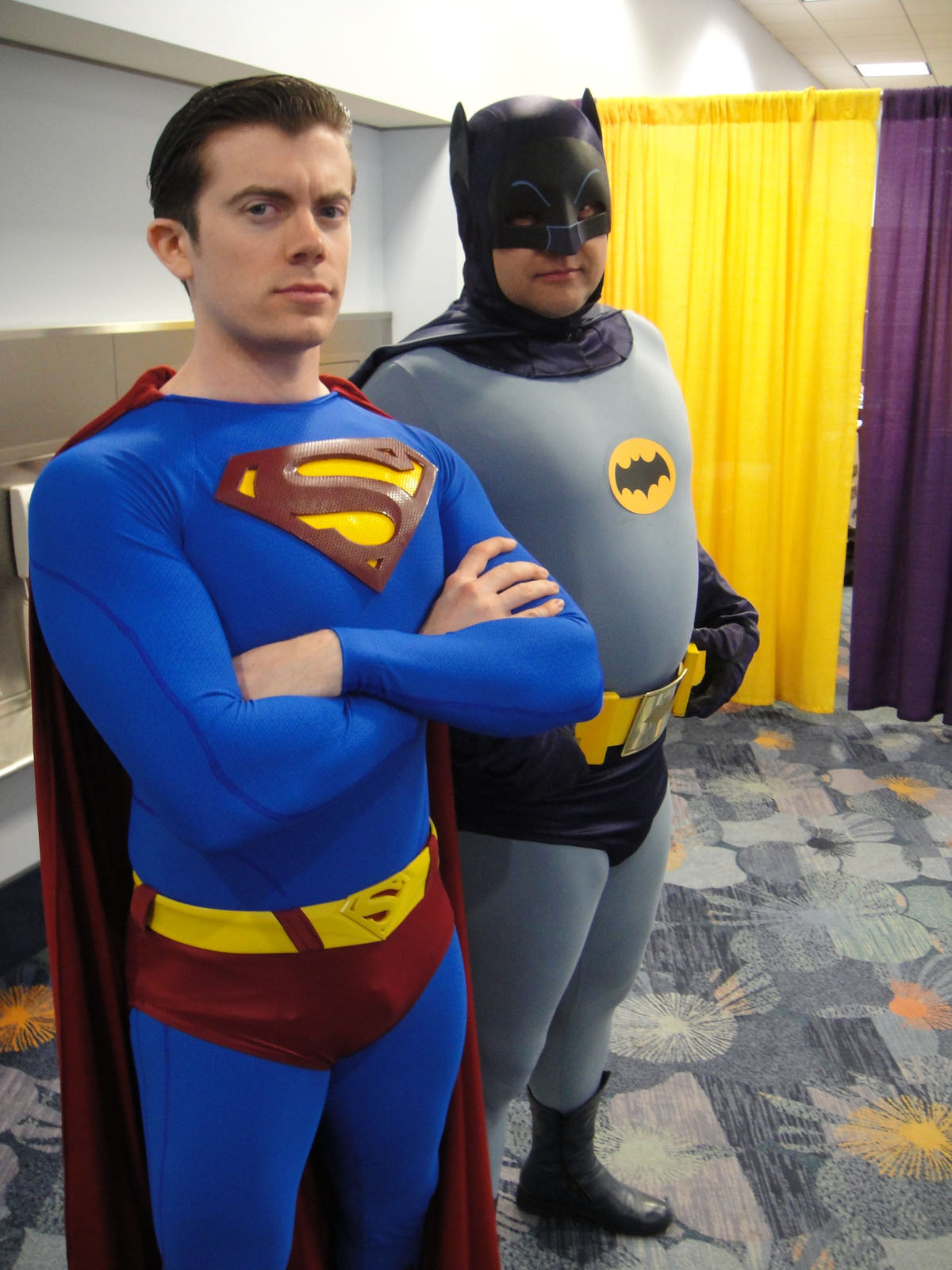
Cosplaye Supermana a Batmana, nejznámějších postav od DC.

#### 1950 - 1959
V 50. letech byli ve vedení DC Comics Jack Liebowitz a Irwin Donenfeld. Autoři Robert Kanigher, John Broome a Carmine Infantino od nich dostali volnou ruku k oživení některých postav. Úspěch zaznamenala nová verze Flashe, který jinak vznikl již roku 1940. Nově začal být vydáván roku 1956 v sérii Showcase, která se udržela až do 70. let. Oživení se také dočkal Green Lantern a supertým Justice League of America (JLA). Editor Julius Schwartz tehdy dal zelenou i počátkum vesmíru později nazvaném DC Universe, a to tím, že nechal popsat svět superhrdinů z 30. a 40. let jako alternativní vesmír Earth 2, zatímco moderní hrdinové žijí na Earth 1.

#### 1960 - 1969
Od roku 1966 byl natáčen televizní seriál s Batmanem, který měl přitáhnout více fanoušků pro prodej komiksů. V šedesátých letech přibyli autoři Steve Ditko, Neal Adams a Dennis O'Neil, kteří nahradili Joe Kuberta a Dicka Giordana. Roku 1967 bylo National Periodical Publications odkoupeno společností Kinney National Company, která byla později odkoupena společností Warner Communications.

#### 1970 - 1979
Roku 1970 se k DC přidal Jack Kirby (známý autor z Marvel Comics). Ten začal psát vlastní příběhy bez ohledu na spojitosti předchozích autorů. Jeho série jsou známy jako The Fourth World. Napočátku 70. let, stejně jako Marvel, DC dostalo od amerického ministerstva zdravotnictví a školství žádost o začlenění kampaně proti braní drog do komiksů. Autoři Dennis O'Neil a Neal Adams ji začlenili do příběhu "Snowbirds Don't Fly" v sešitu Green Lantern / Green Arrow #85. V roce 1978 měl premiéru celovečerní hraný film Superman.

#### 1980 - 1989

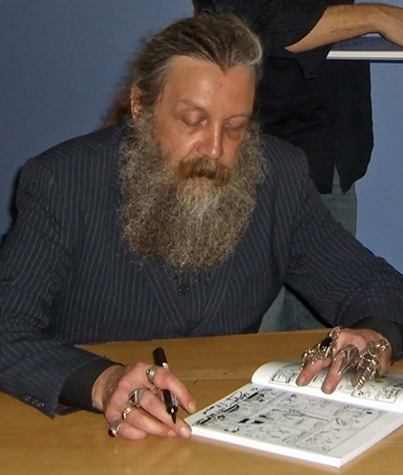
Autor Alan Moore v roce 2006.

V 80. letech došlo k významnému restartu charakterů postav v sérii Crisis on Infinite Earths, kterou vedli autoři Marv Wolfman a George Pérez. Také začala být vydávána série New Teen Titans a po jejím úspěchu i spin-off Tales of the New Teen Titans. V osmdesátých letech se také na DC Comics přivalila britská vlna. Autor Alan Moore oživil sérii Swamp Thing a začal vydávat Watchmen, a první zakázky dostávali i autoři jako Neil Gaiman a Grant Morrison. Na konci 80. let byly vydány temnější příběhy i u starších postav. Batman byl přepracován Frankem Millerem v komiksech Návrat temného rytíře a Rok jedna. Temnější duch DC Comics se projevil i na natáčení filmu Batman, jehož režisérem byl zvolen Tim Burton. Film se brzy přeměnil do úspěšné série.

#### 1990 - 1999
V devadesátých letech DC založilo imprint Vertigo Comics, kde vydává temnější, horrorové či fantasy komiksy. Hlavní superhrdinské postavy začaly zažívat těžké časy: Superman zemřel v příběhu The Death of Superman, Batman byl zmrzačen v sérii Batman: Knightfall a Green Lantern Hal Jordan se proměnil v superzločince Parallaxe v sérii Emerald Twilight. Tyto dějové linie velmi zvýšily tržby, a to i tím, že umožnily vznik crossoverů jako Zero Hour: Crisis in Time. Hlavním autorem Batmana této éry byl Jeph Loeb. Také byly založeny nové imprinty jako Impact Comics, Paradox Press a Wildstorm Comics. Byly vydávány nové série jako Road to Perdition (později zfilmováno), Liga výjimečných (také zfilmováno), Tom Strong či Promethea.

#### 2000 - 2009
Známým autorem Batmana této doby byl Grant Morrison. Po úspěchu filmu Batman začíná došlo k pokusu o restart DC vesmíru v knize Infinite Crisis. Další cestou k restartu byla série 52. V roce 2005 začala být vydávána i série All-Star. Tato doba také byla érou nových celovečerních filmů jako Temný rytíř a Superman se vrací. V roce 2007 spustili ve spolupráci s Warner Bros. Animation projekt vydávání animovaných filmů s názvem DC Universe Animated Original Movies.

#### 2010 - 2019
V roce 2011 došlo k dlouho očekávanému a připravovanému restartu DC vesmíru. Jeho cílem bylo přivést nové čtenáře, kteří nedisponovali znalostmi dosavadního DC vesmíru. Nové komiksy začaly být vydávány pod označením New 52. Význačnými autory New 52 byli Geoff Johns, Grant Morrison, Scott Snyder, Amanda Conner, Brian Azzarello nebo Jim Lee. Největším crossoverem této éry byl Future's End. Nejúspěšnějšími sériemi Batman Vol. 2, Wonder Woman Vol. 4, Justice League Vol. 2 a Harley Quinn Vol. 2.
V únoru 2015 byla oznámena nová velká změna v DC vesmíru. Od dubna 2015 byla vydávána minisérie Convergence, která dovedla DC vesmír ke zmíněným změnám. Cílem těchto změn bylo rozšířit DC portfolio a přivést nové čtenáře. Důraz byl tedy kladen na různorodost v příbězích, kresbách i způsobech uchopení dané komiksové postavy. Z původních New 52 sérií bylo zachováno 29 nejlépe se prodávajících. Ostatní byly zastaveny a v červnu 2015 nahrazeny 24 novými sériemi.
Relaunch DC Rebirth proběhl na konci května 2016, kdy se DC vesmír vrátil před události eventu Flashpoint, ale přesto si zachoval některé rysy kontinuity New 52. Série však byly restartovány postupně, každý měsíc od června 2016 až do konce roku. Úspěšnými sériemi se staly klasické taháky Batman (vol. 3), Justice League (vol. 3), Superman (vol. 4) a Harley Quinn (vol. 3).
Na televizní stanice byly v této době nasazeny také úspěšné seriály Arrow (2012–...), Flash (2014–...), Gotham (2014–2019), Supergirl (2015–...), Legends of Tomorrow (2016–...), Black Lightning (2018–...), Krypton (2018–2019), Pennyworth (2019–...) a lze sem zařadit i zrušený seriál Constantine (2014–2015). Televizní stanice The CW své DC seriály zahrnula do společného vesmíru s názvem Arrowverse. Ve filmu se DC po vzoru Marvel Cinematic Universe rozhodlo vytvořit vlastní provázané filmové univerzum (DC Extended Universe). To odstartovalo filmem Muž z oceli (2013) a pokračovalo ve filmech Batman vs. Superman: Úsvit spravedlnosti (2016) , Sebevražedný oddíl (2016), Wonder Woman (2017), Liga spravedlnosti (2017), Aquaman (2018), Shazam! (2019). Po nepříliš přesvědčivých výsledcích první vlny filmů v rámci DC Extended Universe byl z další produkce odstaven režisér Zack Snyder, který měl na starosti směřování filmového univerza a režíroval tři filmy. Společnost Warner Bros. se poté rozhodla svou produkci rozšířit o sólové filmy, které nespadají do DC Extended Universe. Prvním takovým snímkem je Joker (2019) režiséra Todda Phillipse.
V roce 2018 spustily společnosti DC Entertainment a Warner Bros. Digital Networks vlastní streamovací VOD službu DC Universe. Zde měly premiéru seriály Titans (2018–...), Doom Patrol (2019–...) nebo Swamp Thing (2019). V roce 2020 byla odvysílána první řada seriálu Stargirl.

#### 2020 - ...
I v dvacátých letech pokračovaly produkční společnost DC Films a studio Warner Bros. ve spolupráci na filmech DC Extended Universe. Vyšly filmy Birds of Prey (Podivuhodná proměna Harley Quinn) (2020) a Wonder Woman 1984 (2020). Film Wonder Woman 1984 byl prvním, který byl kvůli uzavřeným kinům (viz pandemie covidu-19) uveden v premiéře na VOD službě HBO Max. Tam měl také premiéru v březnu 2021 Snyderův režisérský sestřih jeho filmu Liga spravedlnosti (původně 2017). V přípravě jsou dále filmy Suicide Squad od Jamese Gunna (2021), The Flash (2022), Shazam!: Fury of the Gods (2022) a Black Adam (2023). Pokračování by se měly dočkat snímky Aquaman a Wonder Woman. Vedle univerza vzniká také samostatně stojící film o Batmanovi; The Batman režiséra Matta Reevese (2022).
V komiksu patřil rok 2020 eventu Dark Nights: Death Metal, který završil příběh Scotta Snydera započatý v roce 2017 sérií Dark Nights: Metal. Event Dark Nights: Death Metal vyústil v představení alternativní budoucnosti v eventu Future State (leden a únor 2021) a následně v březnu 2021 v relaunch většiny sérií s názvem Infinite Frontier.